# Pseudoarachniotus trochleosporus
Pseudoarachniotus trochleosporus är en svampart som beskrevs av Kuehn & G.F. Orr 1972. Pseudoarachniotus trochleosporus ingår i släktet Pseudoarachniotus och familjen Gymnoascaceae.   Inga underarter finns listade i Catalogue of Life.